# 瑠璃も玻璃も照らせば光る
『瑠璃も玻璃も照らせば光る』（るりもはりもてらせばひかる）は、第34回フジテレビヤングシナリオ大賞受賞作品。豊嶋花主演でテレビドラマ化、2022年12月27日にフジテレビ系列で放送された。

## キャスト
木村ひかる（きむら ひかる）〈17〉
演 - 豊嶋花（6歳時：小井圡菫玲）
うつ病を抱える母と、意識のない父を支えるヤングケアラーの女子高生。
親友から演劇部の照明係を依頼され、青春らしいことを体験しようと承諾する。
立石瑠璃〈17〉
演 - 祷キララ
転校生。演劇部員で真剣に稽古に取り組んでおり、軽い気持ちで照明係を引き受けたひかると対立する。
吉田美沙
演 - 横田真悠
ひかるの親友。演劇部員で、ひかるに照明係を依頼する。
演劇部員
白川茜
演 - なえなの
梅田麻衣子
演 - 加藤菜津
篠原音々
演 - 石井薫子
堀井まどか
演 - 殿内虹風
水村柚季
演 - 葉山さら
峯田
都留拓也（ラパルフェ）
ひかるが通う高校の教師。
体育教師
演 - 西村誠治
木村里絵（きむら りえ）
演 - 青山倫子
ひかるの母。うつ病を患っている。
木村康一（きむら こういち）
演 - 水橋研二
ひかるの父。脳梗塞で昏睡状態にあり、入院生活を送っている。
中野敦子（なかの あつこ）
演 - 池谷のぶえ
康一が入院する病院の看護師。
三隅修二（みすみ しゅうじ）
演 - 勝村政信
康一の担当医。
クラスメイト
演 - 鈴木幹弥、山田朱里、北畑光希、小田啓司、有沢優兎、深川優衣、岡田ゆきのり

## スタッフ
- 脚本 - 市東さやか（第34回フジテレビヤングシナリオ大賞受賞者）[1]
- 演出 - 清矢明子[1]
- プロデュース - 宮﨑暖[1]、黒川未希
- 主題歌 - 崎山蒼志「My Beautiful Life」（ソニー・ミュージックレコーズ）[15]
- 演劇部取材 - 和洋九段女子中学校・高等学校演劇部
- 引用 - 河合祥一郎「新訳 ハムレット」（角川文庫）
- 医療監修 - 山本昌督
- 医療指導 - 根本千草
- 理学療法士監修 - 古内太一
- アクション指導 - 根本太樹
- ロケ協力 - 伊勢原フィルムコミッション、伊勢原市立伊勢原中学校、伊勢原市立山王中学校、日野映像支援隊、秋川キララホール
- 制作協力 - 株式会社スイッチ
- 制作著作 - フジテレビ